# Kanada i olympiska sommarspelen 1984
Kanada deltog i de olympiska sommarspelen 1984 med en trupp bestående av 407 deltagare, och totalt tog landet 44 medaljer.

## Basket
Damer
Gruppspel
| Lag         | V | F | PF  | PA  | PD   | Poäng | Tie   |
| ----------- | - | - | --- | --- | ---- | ----- | ----- |
| USA         | 5 | 0 | 431 | 265 | +166 | 10    |       |
| Sydkorea    | 4 | 1 | 292 | 302 | −10  | 9     |       |
| Kanada      | 2 | 3 | 313 | 335 | −22  | 7     | 1W–0L |
| Kina        | 2 | 3 | 318 | 348 | −30  | 7     | 0W–1L |
| Australien  | 1 | 4 | 267 | 317 | −50  | 6     | 1W–0L |
| Jugoslavien | 1 | 4 | 293 | 347 | −54  | 6     | 0W–1L |

Slutspel
Bronsmatch
| 7 augusti |                                   | Kina | 63–57 | Kanada |  | The Forum, Inglewood |
| 7 augusti | Resultat efter halv: 37–29, 26–28 |      |       |        |  | The Forum, Inglewood |

Herrar
Gruppspel
| Nr | Lag       | S | V | O | F | GM  | IM  | MS   | P  |
| -- | --------- | - | - | - | - | --- | --- | ---- | -- |
| 1  | USA       | 5 | 5 | 0 | 0 | 511 | 315 | +196 | 10 |
| 2  | Spanien   | 5 | 4 | 0 | 1 | 457 | 438 | +19  | 9  |
| 3  | Kanada    | 5 | 3 | 0 | 2 | 462 | 401 | +61  | 8  |
| 4  | Uruguay   | 5 | 2 | 0 | 3 | 403 | 460 | −57  | 7  |
| 5  | Kina      | 5 | 1 | 0 | 4 | 364 | 477 | −113 | 6  |
| 6  | Frankrike | 5 | 0 | 0 | 5 | 383 | 489 | −106 | 5  |

Slutspel
|  | Kvartsfinaler (6 augusti) | Kvartsfinaler (6 augusti) | Kvartsfinaler (6 augusti) |     |         | Semifinaler (8 augusti) | Semifinaler (8 augusti) | Semifinaler (8 augusti) |                        |                        | Final (10 augusti)     | Final (10 augusti)     | Final (10 augusti) |
|  |                           |                           |                           |     |         |                         |                         |                         |                        |                        |                        |                        |                    |
|  | A1                        | Jugoslavien               | 110                       |     |         |                         |                         |                         |                        |                        |                        |                        |                    |
|  | B4                        | Uruguay                   | 82                        |     |         |                         |                         |                         |                        |                        |                        |                        |                    |
|  | B4                        | Uruguay                   | 82                        |     | A1      | Jugoslavien             | 61                      |                         |                        |                        |                        |                        |                    |
|  |                           |                           |                           |     | A1      | Jugoslavien             | 61                      |                         |                        |                        |                        |                        |                    |
|  |                           | B2                        | Spanien                   | 74  |         |                         |                         |                         |                        |                        |                        |                        |                    |
|  | B2                        | B2                        | Spanien                   | 74  | Spanien | 101                     |                         |                         |                        |                        |                        |                        |                    |
|  | B2                        |                           |                           |     | Spanien | 101                     |                         |                         |                        |                        |                        |                        |                    |
|  | A3                        | Australien                | 93                        |     |         |                         |                         |                         |                        |                        |                        |                        |                    |
|  |                           |                           |                           |     |         |                         |                         |                         |                        |                        | B2                     | Spanien                | 65                 |
|  |                           |                           | B1                        | USA | 96      |                         |                         |                         |                        |                        |                        |                        |                    |
|  | B1                        | USA                       | 78                        |     |         |                         |                         |                         |                        |                        |                        |                        |                    |
|  | A4                        | Västtyskland              | 67                        |     |         |                         |                         |                         |                        |                        |                        |                        |                    |
|  | A4                        | Västtyskland              | 67                        |     | B1      | USA                     | 78                      |                         | Bronsmatch (9 augusti) | Bronsmatch (9 augusti) | Bronsmatch (9 augusti) | Bronsmatch (9 augusti) |                    |
|  |                           |                           |                           |     | B1      | USA                     | 78                      |                         | Bronsmatch (9 augusti) | Bronsmatch (9 augusti) | Bronsmatch (9 augusti) | Bronsmatch (9 augusti) |                    |
|  |                           | B3                        | Kanada                    | 59  |         |                         |                         |                         |                        |                        |                        |                        |                    |
|  | A2                        | B3                        | Kanada                    | 59  | Italien | 72                      |                         | A1                      | Jugoslavien            | 88                     |                        |                        |                    |
|  | A2                        |                           |                           |     | Italien | 72                      |                         | A1                      | Jugoslavien            | 88                     |                        |                        |                    |
|  | B3                        | Kanada                    | 78                        |     |         |                         |                         |                         |                        |                        | B3                     | Kanada                 | 82                 |

## Boxning
Flugvikt
- Bill Dunlop
  1. Första omgången — Förlorade mot Eyüp Can (Turkiet), 0:5

Bantamvikt
- Dale Walters →  Brons
  1. Första omgången — Bye
  2. Andra omgången — Besegrade Mustapha Kouchene (Algeriet), 5:0
  3. Tredje omgången — Besegrade Hiroaki Takami (Japan), 5:0
  4. Kvartsfinal — Besegrade Pedro Decima (Argentina), 5:0
  5. Semifinal — Förlorade mot Héctor López (Mexiko), 0:5

Fjädervikt
- Steve Pagendam
  1. Första omgången — Besegrade Boubacar Soumana (Nigeria), RSC-3
  2. Andra omgången — Förlorade mot Paul Fitzgerald (Irland), 2:3

Lättvikt
- John Kalbhenn
  1. Första omgången — Bye
  2. Andra omgången — Besegrade Wilson Randrinasolo (MDG), RSC-1
  3. Tredje omgången — Förlorade mot Reiner Gies (Västtyskland), 0:5

Lätt weltervikt
- Denis Lambert
  1. Första omgången — Bye
  2. Andra omgången — Förlorade mot Mirko Puzović (YUG), 0:5

Weltervikt
- Wayne Gordon
  1. Första omgången — Förlorade mot Mark Breland (USA), 0:5

Lätt mellanvikt
- Shawn O'Sullivan →  Silver
  1. Första omgången — Bye
  2. Andra omgången — Besegrade Mohamed Halibi (Libyen), RSC-2
  3. Tredje omgången — Besegrade Ahn Dal-Ho (Sydkorea), RSC-1
  4. Kvartsfinal — Besegrade Rod Douglas (Storbritannien), 5:0
  5. Semifinal — Besegrade Christophe Tiozzo (Frankrike), 5:0
  6. Final — Förlorade mot Frank Tate (USA), 0:5

Mellanvikt
- Rick Duff
  1. Första omgången — Besegrade Brendon Cannon (Australien), 5:0
  2. Andra omgången — Förlorade mot Shin Joon-Sup (Sydkorea), 1:4

Tungvikt
- Willie DeWit →  Silver
  1. Första omgången — Bye
  2. Andra omgången — Besegrade Mohamed Bouchiche (Algeriet), 5:0
  3. Kvartsfinal — Besegrade Dodovic Owiny (Kenya), KO-1
  4. Semifinal — Besegrade Arnold Vanderlyde (Nederländerna), 3:2
  5. Final — Förlorade mot Henry Tillman (USA), 0:5

Supertungvikt
- Lennox Lewis
  1. Första omgången — Besegrade Mohammad Yousuf (Pakistan), RSC-3
  2. Kvartsfinal — Förlorade mot Tyrell Biggs (USA), 0:5

## Bågskytte
Damernas individuella
- Linda Kazienko — 2421 poäng (→ 25:e plats)
- Lucile Lemay — 2379 poäng (→ 33:e plats)
- Wanda Sadegur — 2349 poäng (→ 36:e plats)

## Cykling
Herrarnas linjelopp
- Steve Bauer — 4:59:57 (→  Silver)
- Louis Garneau — +15:30 (→ 33:e plats)
- Pierre Harvey — fullföljde inte (→ ingen placering)
- Alain Masson — fullföljde inte (→ ingen placering)

Damernas linjelopp
- Genevieve Brunet → 22:a plats
- Marie-Claude Audet → 24:e plats
- Karen Strong-Hearth → 27:e plats

## Fotboll
Herrar
Gruppspel
|             | Spelade | Vinster | Oavgjorda | Förluster | Gjorda mål | Insläppta mål | Poäng |
| ----------- | ------- | ------- | --------- | --------- | ---------- | ------------- | ----- |
| Jugoslavien | 3       | 3       | 0         | 0         | 7          | 3             | 6     |
| Kanada      | 3       | 1       | 1         | 1         | 4          | 3             | 3     |
| Kamerun     | 3       | 1       | 0         | 2         | 3          | 5             | 2     |
| Irak        | 3       | 0       | 1         | 2         | 3          | 6             | 1     |

Slutspel
|  | Kvartsfinal                    | Kvartsfinal                    |                                |       | Semifinal                      | Semifinal                      |   |  | Final | Final |
|  |                                |                                |                                |       |                                |                                |   |  |       |       |
|  | 5 augusti 1984 - Pasadena, CA  |                                |                                |       |                                |                                |   |  |       |       |
|  |                                |                                |                                |       |                                |                                |   |  |       |       |
|  | Frankrike                      | 2                              |                                |       |                                |                                |   |  |       |       |
|  | Frankrike                      | 2                              | 8 augusti 1984 - Pasadena, CA  |       |                                |                                |   |  |       |       |
|  | Egypten                        | 0                              |                                |       |                                |                                |   |  |       |       |
|  | Egypten                        | 0                              | Frankrike (förlängning)        | 4     |                                |                                |   |  |       |       |
|  | 6 augusti 1984 - Pasadena, CA  |                                | Frankrike (förlängning)        | 4     |                                |                                |   |  |       |       |
|  |                                | Jugoslavien                    | 2                              |       |                                |                                |   |  |       |       |
|  | Jugoslavien                    | Jugoslavien                    | 2                              | 5     |                                |                                |   |  |       |       |
|  | Jugoslavien                    |                                | 11 augusti 1984 – Pasadena, CA | 5     |                                |                                |   |  |       |       |
|  | Västtyskland                   | 2                              |                                |       |                                |                                |   |  |       |       |
|  | Västtyskland                   | 2                              | Frankrike                      | 2     |                                |                                |   |  |       |       |
|  | 5 augusti 1984 – Palo Alto, CA |                                | Frankrike                      | 2     |                                |                                |   |  |       |       |
|  |                                | Brasilien                      | 0                              |       |                                |                                |   |  |       |       |
|  | Italien (förlängning)          | Brasilien                      | 0                              | 1     |                                |                                |   |  |       |       |
|  | Italien (förlängning)          | 8 augusti 1984 – Palo Alto, CA |                                | 1     |                                |                                |   |  |       |       |
|  | Chile                          | 0                              |                                |       |                                |                                |   |  |       |       |
|  | Chile                          | 0                              | Italien                        | 1     | Bronsmatch                     | Bronsmatch                     |   |  |       |       |
|  | 6 augusti 1984 - Palo Alto, CA |                                | Italien                        | 1     | Bronsmatch                     | Bronsmatch                     |   |  |       |       |
|  |                                | Brasilien (förlängning)        | 2                              |       | 10 augusti 1984 - Pasadena, CA | 10 augusti 1984 - Pasadena, CA |   |  |       |       |
|  | Brasilien (straffar)           | Brasilien (förlängning)        | 2                              | 1 (5) | 10 augusti 1984 - Pasadena, CA | 10 augusti 1984 - Pasadena, CA |   |  |       |       |
|  | Brasilien (straffar)           |                                |                                |       |                                | Jugoslavien                    | 2 |  |       |       |
|  | Kanada                         | 1 (3)                          |                                |       |                                | Jugoslavien                    | 2 |  |       |       |
|  | Kanada                         | 1 (3)                          | Italien                        | 1     |                                |                                |   |  |       |       |
|  |                                |                                | Italien                        | 1     |                                |                                |   |  |       |       |

## Friidrott
Herrarnas 100 meter
- Ben Johnson
- Tony Sharpe
- Desai Williams

Herrarnas 200 meter
- Atlee Mahorn
- Tony Sharpe
- Desai Williams

Herrarnas 400 meter
- Doug Hinds
  - Heat — 46,42
  - Kvartsfinal — 46,19 (→ gick inte vidare)

- Tim Bethune
  - Heat — 46,98 (→ gick inte vidare)

- Bryan Saunders
  - Heat — 47,40 (→ gick inte vidare)

Herrarnas 800 meter
- Bruce Roberts
- Simon Hoogewerf

Herrarnas 5 000 meter
- Paul Williams
  - Heat — 13:47,56
  - Semifinal — 13:46,34 (→ gick inte vidare)

Herrarnas 10 000 meter
- Paul Williams
  - Kval — 28:36,15 (→ gick inte vidare)

Herrarnas maraton
- Art Boileau — 2:22:43 (→ 44:e plats)
- Alain Bordeleau — 2:34:27 (→ 65:e plats)
- Dave Edge — fullföljde inte (→ ingen placering)

Herrarnas 110 meter häck
- Mark McKoy
- Jeff Glass
- Eric Spence

Herrarnas 400 meter häck
- Lloyd Guss
- Ian Newhouse
- Pierre Léveillé

Herrarnas 3 000 meter hinder
- Greg Duhaime

Herrarnas 4 x 100 meter stafett
- Ben Johnson, Tony Sharpe, Desai Williams och Sterling Hinds

Herrarnas 4 x 400 meter stafett
- Mike Sokolowski, Douglas Hinds,  Bryan Saunders och Tim Bethune

Herrarnas höjdhopp
- Milton Ottey
  - Kval — 2,24m
  - Final — 2,29m (→ 6:e plats)

- Alain Metellus
  - Kval — 2,18m (→ gick inte vidare)

Herrarnas kulstötning
- Bishop Dolegiewicz
  - Kval — 19,00 m
  - Final — 18,39 m (→ 11:e plats)

- Martino Catalano
  - Kval — 17,24 m (→ gick inte vidare)

Herrarnas diskuskastning
- Robert Gray

Herrarnas spjutkastning
- Laslo Babits
  - Kval — 82,18m
  - Final — 80,68m (→ 8:e plats)

Herrarnas tiokamp
- Dave Steen
  - Resultat — 8047 poäng (→ 6:e plats)

Herrarnas 20 kilometer gång
- Guillaume LeBlanc
  - Final — 1:24:29 (→ 4:e plats)

- François Lapointe
  - Final — 1:27:06 (→ 11:e plats)

- Marcel Jobin
  - Final — 1:29:49 (→ 21:a plats)

Herrarnas 50 kilometer gång
- Guillaume LeBlanc
  - Final — DNF (→ ingen placering)

- Marcel Jobin
  - Final — DNF (→ ingen placering)

- François Lapointe
  - Final — DSQ (→ ingen placering)

Damernas 100 meter
- Angela Bailey
- Angella Taylor-Issajenko
- France Gareau

Damernas 200 meter
- Angela Bailey

Damernas 400 meter
- Marita Wiggins
- Charmaine Crooks
- Molly Killingbeck

Damernas 800 meter
- Christine Slythe
- Grace Verbeek
- Ranza Clark

Damernas 1 500 meter
- Brit McRoberts
  - Heat — 4:10,64
  - Final — 4:05,98 (→ 7:e plats)

- Debbie Scott
  - Heat — 4:09,16
  - Final — 4:10,41 (→ 10:e plats)

Damernas 3 000 meter
- Lynn Williams
  - Heat — 8,45,77
  - Final — 8:42,14 (→  Brons)

- Sue French
  - Heat — 9,24,66 (→ gick inte vidare)

- Geri Fitch
  - Heat — 9,07,18 (→ gick inte vidare)

Damernas maraton
- Sylvie Ruegger
  - Final — 2:29:09 (→ 8:e plats)

- Anna Marie Malone
  - Final — 2:36:33 (→ 17:e plats)

- Jacqueline Gareau
  - Final — fullföljde inte (→ ingen placering)

Damernas 100 meter häck
- Sylvia Forgrave
- Sue Kameli
- Karen Nelson

Damernas 400 meter häck
- Andrea Page
  - Heat — 59,09
  - Semifinal — 57,89 (→ gick inte vidare)

- Dana Wright
  - Heat — 58,17 (→ gick inte vidare)

Damernas 4 x 100 meter stafett
- Angela Bailey, Angella Taylor-Issajenko, France Gareau och Marita Wiggins

Damernas 4 x 400 meter stafett
- Charmaine Crooks, Jillian Briscoe, Molly Killingbeck, Marita Wiggins och Dana Wright

Damernas höjdhopp
- Debbie Brill
  - Kval — 1,90m
  - Final — 1,94m (→ 5:e plats)

- Brigitte Reid
  - Kval — 1,70m (→ gick inte vidare, 27:e plats)

Damernas kulstötning
- Carmen Ionesco
  - Final — 15,25 m (→ 12:e plats)

Damernas diskuskastning
- Carmen Ionesco
  - Kval — 52,28m (→ gick inte vidare)

Damernas sjukamp
- Jill Ross
  - Resultat — 5904 poäng (→ 15:e plats)

- Connie Polman-Tuin
  - Resultat — 5648 poäng (→ 16:e plats)

- Donna Smellie
  - Resultat — 5638 poäng (→ 17:e plats)

## Fäktning
Herrarnas värja
- Michel Dessureault
- Daniel Perreault
- Jean-Marc Chouinard

Herrarnas värja, lag
- Jacques Cardyn, Jean-Marc Chouinard, Alain Côté, Michel Dessureault, Daniel Perreault

Herrarnas sabel
- Jean-Paul Banos
- Jean-Marie Banos
- Claude Marcil

Herrarnas sabel, lag
- Jean-Marie Banos, Jean-Paul Banos, Marc Lavoie, Claude Marcil, Eli Sukunda

Damernas florett
- Madeleine Philion
- Jacynthe Poirier
- Caroline Mitchell

Damernas florett, lag
- Caroline Mitchell, Shelley Steiner-Wetterberg, Madeleine Philion, Jacynthe Poirier, Marie-Huguette Cormier

## Judo
Herrarnas extra lättvikt
- Phil Takahashi

Herrarnas halv lättvikt
- Brad Farrow

Herrarnas lättvikt
- Glenn Beauchamp

Herrarnas halv mellanvikt
- Kevin Doherty

Herrarnas mellanvikt
- Louis Jani

Herrarnas halv tungvikt
- Joseph Meli

Herrarnas tungvikt
- Mark Berger

Herrarnas öppna klass
- Fred Blaney

## Landhockey
Herrar
Gruppspel
| Lag            | Poäng | Spelade | W | D | L | GF | GA | GD  |
| -------------- | ----- | ------- | - | - | - | -- | -- | --- |
| Storbritannien | 9     | 5       | 4 | 1 | 0 | 10 | 5  | +5  |
| Pakistan       | 7     | 5       | 2 | 3 | 0 | 16 | 7  | +9  |
| Nederländerna  | 7     | 5       | 3 | 1 | 1 | 16 | 9  | +6  |
| Nya Zeeland    | 4     | 5       | 1 | 2 | 2 | 10 | 10 | 0   |
| Kenya          | 2     | 5       | 1 | 0 | 4 | 5  | 14 | −9  |
| Kanada         | 1     | 5       | 0 | 1 | 4 | 7  | 19 | −12 |

     Kvalificerade till semifinal
Slutspel
|  | Semifinal      | Semifinal      |   |                 | Final           | Final |  |
|  |                |                |   |                 |                 |       |  |
|  | 9 augusti 1984 |                |   |                 |                 |       |  |
|  | Pakistan       | 3              |   |                 |                 |       |  |
|  | Australien     | 0              |   |                 |                 |       |  |
|  |                |                |   |                 |                 |       |  |
|  |                |                |   |                 | 11 augusti 1984 |       |  |
|  |                |                |   |                 | Pakistan        | 3     |  |
|  |                | Västtyskland   | 1 |                 |                 |       |  |
|  |                |                |   |                 |                 |       |  |
|  |                |                |   |                 |                 |       |  |
|  |                |                |   |                 | Bronsmatch      |       |  |
|  | 9 augusti 1984 | 9 augusti 1984 |   | 11 augusti 1984 | 11 augusti 1984 |       |  |
|  | Västtyskland   | 1              |   | Storbritannien  | 3               |       |  |
|  | Storbritannien | 0              |   |                 | Australien      | 2     |  |

Damer
| Placering | Land          | Spelade | V | O | F |    |    |     | Poäng |
| --------- | ------------- | ------- | - | - | - | -- | -- | --- | ----- |
| 1         | Nederländerna | 5       | 4 | 1 | 0 | 14 | 6  | 8   | 9     |
| 2         | Västtyskland  | 5       | 2 | 2 | 1 | 9  | 9  | 0   | 6     |
| 3         | USA           | 5       | 2 | 1 | 2 | 9  | 7  | 2   | 5     |
| 4         | Australien    | 5       | 2 | 1 | 2 | 9  | 7  | 2   | 5     |
| 5         | Kanada        | 5       | 2 | 1 | 2 | 9  | 11 | -2  | 5     |
| 6         | Nya Zeeland   | 5       | 0 | 0 | 5 | 2  | 12 | -10 | 0     |

## Simhopp
Herrarnas 3 m
- Randy Sageman
  - Kval — 527,97 (→ gick inte vidare, 14:e plats)
- Mike Mourant
  - Kval — 476,19 (→ gick inte vidare, 23:e plats)